# مردگان متحرک (فصل ۵)
پخش فصل پنجم سریال مردگان متحرک محصول شبکه ای‌ام‌سی از ۱۲ اکتبر ۲۰۱۴ آغاز شد. این در حالی بود که ای‌ام‌سی، ساخت آن را در اواسط فصل چهارم تأیید کرده بود. قسمت اول این فصل از مجموعه با میانگین ۱۷٫۲۹ میلیون نفر بیننده، رکورد پربیننده‌ترین مجموعه تلویزیونی در شبکه‌های کابلی را شکست.

## بازیگران

### بازیگران اصلی
- اندرو لینکولن در نقش ریک گریمز
- چندلر ریگز در نقش کارل گریمز
- نورمن ریداس در نقش دریل دیکسون
- استیون ین در نقش گلن ری
- ملیسا مک براید در نقش کارول پلیتر
- لورن کوهن در نقش مگی گرین
- امیلی کینی در نقش بث گرین
- دانای گوریرا در نقش میشون
- چاد کولمن در نقش تایریس
- ایلیا کیانی در نقش اسپنسر لینکلن
- مارتین گرین در نقش ساشا

از چپ به راست: گلن، مگی، تارا، کارول، باب، ساشا، تایریس، ریک، دریل، میشون، کارل، بث، آبراهام، رزیتا، یوجین.

- لارنس گیلیارد جونیور در نقش باب استوکی
- آلانا ماسترسون در نقش تارا کامبلر
- مایکل کادلیتز در نقش آبراهام فورد
- جاش مک درمیت در نقش یوجین پورتر
- کریستین سراتوس در نقش رزیتا اسپینوزا
- اندرو .جی وست در نقش گرت
- سث گیلیام در نقش گابریل استوکس

## داستان
پس از رسیدن اعضای بازمانده زندان به پناهگاهی به نام ترمینوس، اعضای ترمینوس به سرپرستی "گرت" آنها را همچون بقیه کسانی که به آنجا پناه می‌آورند در واگنی زندانی می‌کنند، غافل از آن که"با بد کسانی درافتاده‌اند" جمله‌ای که ریک در پایان فصل چهارم می‌گوید.
معلوم می‌شود که قبلاً ترمینوس پناهگاه بوده اما عده‌ای از پناهندگان آشوب ایجاد می‌کنند، گرت رهبر ترمینوس پناهگاه را پس می‌گیرد و اعضای ترمینوس تصمیم می‌گیرند هرکس که پناهنده می‌شود را کشته و بخورند. پس اعضای ترمینوس آدم خوارند و می‌خواهند ریک و گروهش را بخورند، اما کارول و تایریس قبل از رسیدن به ترمینوس از قضیه با خبر می‌شوند و به کمک کارول ترمینوس را منفجر می‌کنند، حصارها خراب شده و مردگان متحرک وارد ترمینوس می‌شوند، عدهٔ زیادی می‌میرند. ریک به همگروهی‌هایش پیشنهاد کشتن بقیه اعضای ترمینال را می‌دهد ولی آنها قبول نمی‌کنند.
اعضایش با کمک کارول از آنجا نجات می‌یابند و به مکانی نامعلوم فرار می‌کنند؛ ریک تابلوی "پناهگاه برای همه" را به "پناهگاهی در کار نیست" تغییر می‌دهد و در پایان مورگان جونز را می‌بینیم که کلمه X روی درختان را دنبال می‌کند.

## قسمتها
| قسمت در کل مجموعه | قسمت در فصل | عنوان                              | کارگردان              | نویسنده         | تاریخ پخش      | میانگین بیننده در آمریکا (به میلیون) |
| ----------------- | ----------- | ---------------------------------- | --------------------- | --------------- | -------------- | ------------------------------------ |
| ۵۲                | ۱           | «پناهگاهی در کار نیست»             | Greg Nicotero         | Scott M. Gimple | ۱۲ اکتبر ۲۰۱۴  | ۱۷٫۲۹                                |
| ۵۳                | ۲           | «غریبه‌ها»                          | David Boyd            | Robert Kirkman  | ۱۹ اکتبر ۲۰۱۴  | ۱۵٫۱۴                                |
| ۵۴                | ۳           | «چهار دیوار و یک سقف»              | Jeffrey F. January    | Angela Kang     | ۲۶ اکتبر ۲۰۱۴  | ۱۳٫۸۰                                |
| ۵۵                | ۴           | «اِسلَب‌تاون»                         | Michael E. Satrazemis | Matthew Negrete | ۲ نوامبر ۲۰۱۴  | ۱۴٫۵۲                                |
| ۵۶                | ۵           | «خودیاری»                          | Ernest Dickerson      | Heather Bellson | ۹ نوامبر ۲۰۱۴  | ۱۳٫۵۳                                |
| ۵۷                | ۶           | «مصرف شده»                         | Seith Mann            | Matthew Negrete | ۱۶ نوامبر ۲۰۱۴ | ۱۴٫۰۷                                |
| ۵۸                | ۷           | «عبور کرده»                        | Billy Gierhart        | Seth Hoffman    | ۲۳ نوامبر ۲۰۱۴ | ۱۳٫۳۳                                |
| ۵۹                | ۸           | «کُدا»                              | Ernest Dickerson      | Angela Kang     | ۳۰ نوامبر ۲۰۱۴ | ۱۴٫۸۰                                |
| ۶۰                | ۹           | «اتفاقاتی که افتاده و دارد می‌افتد» | Greg Nicotero         | Scott M. Gimple | ۸ فوریه ۲۰۱۵   | ۱۵/۶۰                                |
| ۶۱                | ۱۰          | «آنها»                             | Julius Ramsay         | Heather Bellson | ۱۵ فوریه ۲۰۱۵  | ۱۲/۳                                 |
| ۶۲                | ۱۱          | «مسافت»                            | Larysa Kondracki      | Seth Hoffman    | ۲۲ فوریه ۲۰۱۵  | ۱۳/۴۴                                |
| ۶۳                | ۱۲          | «یادآوری»                          | Greg Nicotero         | اعلان‌نشده       | ۱ مارس ۲۰۱۵    | ۱۴/۴۳                                |
| ۶۴                | ۱۳          | «فراموش کردن»                      | David Boyd            | اعلان‌نشده       | ۸ مارس ۲۰۱۵    | ۱۴/۵۳                                |
| ۶۵                | ۱۴          | «صرف کردن»                         | Jennifer Lynch        | اعلان‌نشده       | ۱۵ مارس ۲۰۱۵   | ن/م                                  |
| ۶۶                | ۱۵          | «امتحان کردن»                      | Michael E. Satrazemis | اعلان‌نشده       | ۲۲ مارس ۲۰۱۵   | ن/م                                  |
| ۶۷                | ۱۶          | «تسخیر کردن»                       | Greg Nicotero         | اعلان‌نشده       | ۲۹ مارس ۲۰۱۵   | ن/م                                  |